# Битва за Ханкалу
Бой за Ханкалу — эпизод Первой чеченской войны. Подразделения 129 мотострелкового полка 45-й мсд овладели пригородным посёлком Ханкала и создали условия для ввода в г. Грозный частей Восточной группировки войск ВС РФ.

## Предыстория
Ханкала — бывший посёлок, сейчас — микрорайон города Грозный, на территории которого расположен военный аэродром «Ханкала». В Советское время аэродром принадлежал Министерству обороны. Позже аэродром был передан Ставропольскому Военному авиационному училищу летчиков и штурманов ПВО как учебный. На аэродроме дислоцировался полк самолётов Л-29.
11 декабря — подразделения Минобороны и МВД России вошли на территорию Чечни на основании указа Президента РФ Бориса Ельцина «О мерах по пресечению деятельности незаконных вооружённых формирований на территории Чеченской Республики и в зоне осетино-ингушского конфликта».
Поздним вечером 14 декабря российские ВВС нанесли бомбо-штурмовые удары по трём аэродромам Чеченской Республики — Калиновская, Грозный-Северный и Ханкала. По данным разведки, в распоряжении Д. Дудаева находилось более 250 самолётов различного класса и назначения, которые могли быть использованы в качестве бомбардировочной авиации.

## Хронология событий

### 24 декабря 1994 г.
24 декабря 1994 года 129-й гвардейский мотострелковый полк без батальона (3-й батальон выполнял миротворческую миссию в Южной Осетии) и 133-й гвардейский отдельный танковый батальон совершили марш по маршруту Моздок — Толстой-Юрт-Петропавловская-Ханкала. Авангард в составе 1-го мотострелкового батальона и 1-й танковой роты уничтожил два легковых автомобиля, без боя занял населённый пункт Ханкала и вышла на окраину Грозного. Спустя три часа группа получила приказ отойти на восток и занять оборону на рубеже 1,5 км от Ханкалы, с целью блокировать трассу Ростов-Баку.

### 26 декабря
Ночью 26 декабря диверсионно-разведывательная группа (ДРГ) ЧРИ совершила нападение на передовой пункт 1 мсб 129 мсп. Погибли 1 офицер и 2 солдата. Отойдя, подразделения ЧРИ заняли оборону на рубеже военный городок Ханкала — выход трассы Ростов-Баку в восточную окраину города Грозный, и приступили к инженерному оборудованию позиций. Огнём артиллерийского самоходного дивизиона 129 мсп (12ед. 122мм 2С1) уничтожены Т-72 и автомобиль подразделений ЧРИ.
В полдень к авангарду подошли основные силы.

### 27 декабря
В результате миномётного обстрела позиций 129 мсп был смертельно ранен прапорщик, также ранения получили 2 рядовых.
Один из танков Т-80БВ уткнулся в грунт стволом и произвёл выстрел, в результате чего у него оторвало ствол. Этот танк попадал в телерепортажи начала 1995 года, использовался как тягач и получил прозвище «Бульдог».

### 28 декабря
В 11:30 начался штурм Ханкалы.

### 31 декабря 1994 г.
В 11:00 сводная колонна 129 мсп и подразделений ВДВ начала выдвижение в город Грозный. Начался штурм Грозного 31 декабря (1994—1995) года.